# Diana (Vorname)

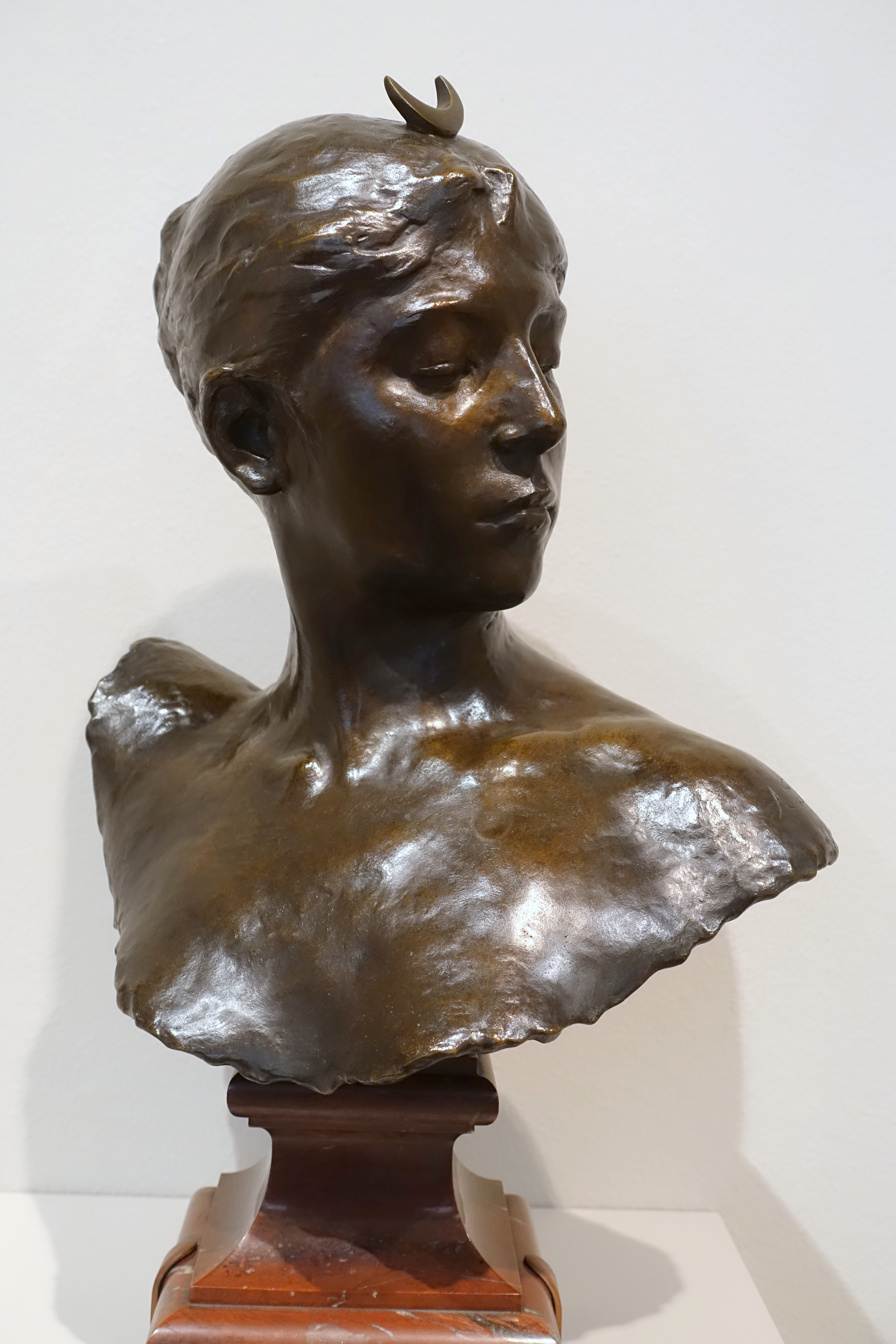
Jean Alexandre Joseph Falguière: „Diana“, 1882

Diana ist ein weiblicher Vorname. 

## Herkunft und Bedeutung
Der Name Diana ist abgeleitet vom lateinischen dea/dia oder diva, was Göttin oder Gottheit heißt. Diana bedeutet dementsprechend gottgleich. In der römischen Mythologie ist Diana die  Göttin der Jagd, des Waldes und des Mondes.

## Varianten
Diyana, Diane, Deana, Deanna, Dian, Dana, Dejana, Dijana, Dianne, Dajana, Daiana, Daiane, Dayana, Dyana

## Namenstag
Namenstag für Diana ist der 10. Juni.

## Namensträgerinnen
Diahnne:
- Diahnne Abbott (* 1945), US-amerikanische Schauspielerin und Jazzsängerin

Dian:
- Dian Fossey (1932–1985), US-amerikanische Erforscherin der Berggorillas

Diana:
- Diana, Princess of Wales (Diana Spencer; 1961–1997), britische Adelige, erste Ehefrau von Prinz Charles, britische Kronprinzessin
- Diana Amft (* 1975), deutsche Schauspielerin
- Diana Andalò († 1236), italienische Ordensschwester
- Diana Bartovičová (* 1993), slowakische Fußballnationalspielerin
- Diana Caldwell (1913–1987), britische Adelige
- Diana Damrau (* 1971), deutsche Sopranistin und Bayerische Kammersängerin
- Diana Deutsch (* 1938), US-amerikanische Psychologin
- Diana Dors (1931–1984), britische Schauspielerin
- Diana Evans (* 1973), britische Journalistin und Schriftstellerin
- Diana Ewert (* 1960), deutsche Juristin
- Diana Ewing (* 1946), US-amerikanische Schauspielerin
- Diana Fehr (* 1974), liechtensteinische Skirennläuferin
- Diana Gabaldon (* 1952), US-amerikanische Schriftstellerin
- Diana Wladimirowna Gustilina (* 1974), russische Basketballspielerin
- Diana Hartog (* 1942), kanadische Schriftstellerin und Dichterin
- Diana Kiehl (1957–2015), deutsche Künstlerin, Malerin
- Diana King (* 1970), jamaikanische Sängerin
- Diana Körner (* 1944), deutsche Schauspielerin
- Diana Krall (* 1964), kanadische Jazzpianistin und Sängerin
- Diana Lemešová (* 2000), slowakische Fußballspielerin
- Diana Mitford (1910–2003), britische Schriftstellerin
- Diane Morgan (* 1975), britische Schauspielerin und Komikerin
- Diana Muldaur (* 1938), US-amerikanische Schauspielerin
- Diana Pérez (* 1989), mexikanische Fußballschiedsrichterin
- Diana von Poitiers (1499–1566), französische Mätresse
- Diana Quick (* 1946), britische Schauspielerin
- Diana Rabe von Pappenheim (1788–1844), Geliebte des Königs Jérôme Bonaparte von Westphalen
- Diana Rigg (1938–2020), britische Schauspielerin
- Diana Ross (* 1944), US-amerikanische Sängerin
- Diana Staehly (* 1977), deutsche Schauspielerin
- Diana Vandenberg (1923–1997), niederländische Malerin
- Diana Vico (aktiv 1707–1732), italienische Opernsängerin (Alt), Händel-Interpretin

Diane:
- Diane Abbott (* 1953), britische Politikerin
- Diane Arbus (1923–1971), US-amerikanische Fotografin
- Diane von Fürstenberg (* 1946), belgisch-US-amerikanische Modeschöpferin
- Diane Keaton (* 1946), US-amerikanische Schauspielerin
- Diane Kruger (* 1976), deutsche Schauspielerin
- Diane Ladd (* 1932), US-amerikanische Schauspielerin, Filmregisseurin und Buchautorin
- Diane Lane (* 1965), US-amerikanische Schauspielerin
- Diane McBain (1941–2022), US-amerikanische Schauspielerin
- Diane Morgan (* 1975), britische Schauspielerin und Komikerin
- Diane Moser († 2020), US-amerikanische Jazzmusikerin
- Diane Parry (* 2002), französische Tennisspielerin
- Diane Rouxel (* 1993), französische Schauspielerin
- Diane Towler (* 1946), britische Eiskunstläuferin
- Diane Warren (* 1956), US-amerikanischen Komponistin
- Diane Weigmann (* 1974), deutsche Musikerin
- Diane Willems (* 1985), deutsch-belgische Schauspielerin
- Diane Williams (* 1960), US-amerikanische Leichtathletin

Dianne:
- Dianne Alagich (* 1979), australische Fußballnationalspielerin
- Dianne Balestrat (* 1956), australische Tennisspielerin
- Dianne DeNecochea (* 1967), US-amerikanische Beachvolleyball- und Volleyballspielerin
- Dianne Doan (* 1990), kanadische Schauspielerin
- Dianne Edwards (* 1942), britische Paläobotanikerin
- Dianne Feinstein (1933–2023), US-amerikanische Politikerin
- Dianne Ferreira-James (* 1970), Fußballschiedsrichterin aus Guyana
- Dianne Foster (1928–2019), kanadische Schauspielerin
- Dianne van Giersbergen (* 1985), niederländische Metal-Sängerin
- Dianne Hayter, Baroness Hayter of Kentish Town (* 1949), britische Politikerin (Labour Party, House of Lords)
- Dianne Holum (* 1951), US-amerikanische Eisschnellläuferin
- Dianne de Leeuw (* 1955), niederländische Eiskunstläuferin
- Dianne P. O’Leary (* 1951), US-amerikanische Mathematikerin, Informatikerin und Hochschullehrerin
- Dianne Pilkington (* 1975), britische Musicaldarstellerin
- Dianne Reeves (* 1956), US-amerikanische Jazzsängerin
- Dianne Wiest (* 1948), US-amerikanische Schauspielerin

Dijana:
- Dijana Janošić (* 1959), kroatische Fußballspielerin
- Dijana Mugoša (* 1995), montenegrinische Handballspielerin
- Dijana Ravnikar (* 1978), slowenische Biathletin
- Dijana Topiak (* 1970), kroatische Fußballspielerin

Dajana:
- Dajana Achmetwalijewa (* 1997), kasachische Skispringerin und Nordische Kombiniererin
- Dajana Cahill (* 1989), australische Schauspielerin
- Dajana Dengscherz (* 1996), österreichische Skirennläuferin
- Dajana Eitberger (* 1991), deutsche Rennrodlerin

Daiana:
- Daiana Milone (* 1988), argentinische Fußballschiedsrichterassistentin
- Daiana Negreanu (* 1988), rumänische Tennisspielerin
- Daiana Ocampo (* 1991), argentinische Leichtathletin

## Populärkultur
- Nummer-eins-Hit Diana von Paul Anka (1957), bzw. dessen deutsche Interpretation, u. a. von Conny Froboess und Peter Kraus
- die Single Diana von Phillip Boa aus dem Album Philister, 1985
- die Single Diana der  britisch-irischen Boygroup One Direction
- das Lied Diana von Münchener Freiheit aus dem Album Schenk’ mir eine Nacht, 1984
- das Lied Diana von Hüsker Dü aus der EP Metal Circus, 1983
- die Superheldin Wonder Woman trägt den Namen Diana.

## Nachweise
1. ↑  https://www.behindthename.com/name/diana